# Albert Battel
Albert Battel (n. 21 ianuarie 1891, Prężynka⁠(d), Prudnik County⁠(d), Voievodatul Opole, Polonia – d. 1952, Frankfurt am Main, RFG) a fost un locotenent și un avocat al armatei germane, recunoscut pentru rezistența sa în timpul celui de-al doilea război mondial față de planurile naziste de lichidare a ghetoului evreiesc din Przemyśl din 1942. I s-a acordat postum titlul Drept între popoare în 1981.

## Viața și cariera militară
Battel s-a născut în Klein-Pramsen (Prężynka), Silezia prusacă. După ce a servit în primul război mondial, a studiat economia și jurisprudența la München și Breslau (astăzi Wrocław, în Polonia).
Ca ofițer de rezervă de cincizeci și unu de ani, Battel a fost plasat în Przemyśl, în sudul Poloniei, ca adjutant al comandantului militar local, maiorul Max Liedtke. Când SS-ul s-a pregătit să lanseze prima acțiune împotriva „evreilor din Przemyśl” la 26 iulie 1942, Battel, în acord cu superiorul său, a ordonat să fie blocat podul peste râul San, singurul acces în ghetoul evreiesc. Când comandantul SS a încercat să treacă de cealaltă parte, sergentul-comandant al podului a amenințat că va deschide focul dacă SS-istul nu se va retrage. Toate acestea s-au petrecut în lumina zilei, spre uimirea localnicilor.
Mai târziu, în aceeași după-amiază, un detașament de armată, sub comanda lui Oberleutnant Battel, a intrat în zona de legătură a ghetoului și a folosit camioane din armată pentru a evacua până la 100 de evrei și familiile lor în barăcile comandamentului militar local. Acești evrei au fost plasați sub protecția Wehrmachtului și au fost astfel protejați de deportare la lagărul de exterminare de la Belzec. Restul deținuților din ghetou, inclusiv șeful Judenratului, Dr. Duldig, au fost trimiși de SS la Belzec.
După acest incident, autoritățile SS au inițiat o investigație secretă asupra comportamentului ofițerului armatei care a îndrăznit să-i sfideze în astfel de circumstanțe jenante. S-a dovedit că Battel, deși el însuși membru al partidului nazist din mai 1933, a atras deja atenția în trecut prin comportamentul său prietenos față de evrei.
Înainte de război, a fost acuzat în fața unui tribunal de partid pentru că a acordat un împrumut unui coleg evreu.
Mai târziu, în cursul slujbei sale din Przemyśl, a fost oficial mustrat pentru că a dat cordial mâna cu președintele Consiliului evreiesc, Duldig. Întreaga afacere a ajuns în atenția celui mai înalt comandant SS, Heinrich Himmler. Acesta s-a interesat de rezultatele anchetei și a trimis o copie a documentației incriminatoare lui Martin Bormann, șef al Cancelariei de partid și omul lui Adolf Hitler. În scrisoarea însoțitoare, Himmler a promis că avocatul va fi expulzat din partidul nazist și arestat imediat după război.
Toate acestea rămăseseră necunoscute lui Battel. În 1944 a fost eliberat din serviciul militar din cauza bolii de inimă. S-a întors în orașul său natal, Breslau (Wrocław), doar pentru a fi tras în Volkssturm și a cădea în captivitatea sovietică. După eliberarea sa, el s-a stabilit în Germania de Vest, dar a fost împiedicat să se întoarcă să practice avocatura de către o instanță de denazificare. Battel a murit în 1952 în Hattersheim am Main, lângă Frankfurt.

## Recunoașterea
Poziția lui Battel împotriva SS nu a fost recunoscută decât mult timp după moartea sa, mai ales prin eforturile tenace ale cercetătorului și avocatului israelian Dr. Zeev Goshen.
La 22 ianuarie 1981, aproape 30 de ani după moartea sa, Yad Vashem l-a recunoscut pe Albert Battel ca fiind Drept între popoare.

## Legături externe
- Auschwitz: Naziștii și „soluția finală”
- Dreptul între popoare (Start: 37:31; Lungimea 10:57)
- Albert Battel - activitatea sa de salvare a vieților evreilor de la Holocaust, pe site-ul Yad Vashem